# Klemen Boštjančič
Klemen Boštjančič (né le 1er septembre 1972) est un homme d'affaires et homme politique slovène. Il est ministre des Finances de la Slovénie depuis 2022.

## Biographie
Boštjančič est comptable de profession. Il est président du conseil d'administration de Sava, président du conseil de surveillance de Sava Turizem et membre du conseil d'administration de l'Association des superviseurs de Slovénie.
En 2011, il est nommé président du directoire d'Adria Airways. En mars 2012, il est d'abord démis lors d'une réunion du conseil de surveillance, mais est ensuite rappelé, pour éviter une grève des pilotes.
Le 2 juin 2022, il est nommé ministre des Finances dans le Gouvernement Golob sous la direction de Robert Golob.
Le 23 janvier 2024, il est nommé vice-Premier ministre,. Le 14 mars 2024, le gouvernement dirigé par Robert Golob nomme Eva Boštjančič, épouse de Boštjančič, membre du conseil du Théâtre national slovène dramatique de Ljubljana.